# Louis Déprez
Louis Déprez (* 6. Januar 1921 in Lières; † 27. Juli 1999) war ein französischer Radrennfahrer.
Louis Déprez war Profi von 1945 bis 1954, fuhr aber noch bis 1961 Radrennen. Zu seinen größten Erfolgen gehörten die Siege bei Paris–Valenciennes 1949, in der Tour de la Manche (1951 und 1952), im Circuit des Ardennes 1954 und bei den Vier Tagen von Dünkirchen, deren erste Austragung er 1955 gewann. 1956 war er im Grand Prix du Courrier picard erfolgreich. 
Fünfmal nahm Déprez an der Tour de France teil und kam dreimal ins Ziel. Sein bestes Endresultat war Platz 30 im Jahr 1949.